# Вилхелмсдорф (Средња Франконија)
Вилхелмсдорф (њем. Wilhelmsdorf) град је у њемачкој савезној држави Баварска. Једно је од 38 општинских средишта округа Нојштат ан дер Ајш-Бад Виндсхајм. Према процјени из 2010. у граду је живјело 1.313 становника. Посједује регионалну шифру (AGS) 9575181.

## Географски и демографски подаци
Вилхелмсдорф се налази у савезној држави Баварска у округу Нојштат ан дер Ајш-Бад Виндсхајм. Град се налази на надморској висини од 348 метара. Површина општине износи 7,8 km². У самом граду је, према процјени из 2010. године, живјело 1.313 становника. Просјечна густина становништва износи 168 становника/km².